# Kobe Brown
Kobe Levose Brown (Huntsville, 1º gennaio 2000) è un cestista statunitense, professionista nella NBA con i Los Angeles Clippers.

## Carriera
Dopo aver trascorso la carriera universitaria con i Missouri Tigers, nel 2023 viene selezionato al Draft NBA, con la trentesima scelta assoluta, dai Los Angeles Clippers.

## Statistiche

### College
| Anno      | Squadra         | PG  | PT  | MP   | TC%  | 3P%  | TL%  | RP  | AP  | PRP | SP  | PP   |
| --------- | --------------- | --- | --- | ---- | ---- | ---- | ---- | --- | --- | --- | --- | ---- |
| 2019-2020 | Missouri Tigers | 30  | 26  | 18,1 | 40,1 | 25,3 | 74,4 | 3,7 | 0,5 | 1,0 | 0,4 | 5,8  |
| 2020-2021 | Missouri Tigers | 26  | 26  | 21,3 | 47,1 | 25,0 | 54,4 | 6,2 | 0,8 | 0,6 | 0,4 | 8,0  |
| 2021-2022 | Missouri Tigers | 33  | 32  | 29,9 | 48,1 | 20,6 | 79,5 | 7,6 | 2,5 | 1,2 | 0,8 | 12,5 |
| 2022-2023 | Missouri Tigers | 34  | 34  | 29,6 | 55,3 | 45,5 | 79,2 | 6,4 | 2,5 | 1,5 | 0,4 | 15,8 |
| Carriera  | Carriera        | 123 | 118 | 25,1 | 49,2 | 31,3 | 74,7 | 6,0 | 1,7 | 1,1 | 0,5 | 10,8 |

### NBA

#### Regular Season
| Anno      | Squadra       | PG | PT | MP  | TC%  | 3P%  | TL%  | RP  | AP  | PRP | SP  | PP  |
| --------- | ------------- | -- | -- | --- | ---- | ---- | ---- | --- | --- | --- | --- | --- |
| 2023-2024 | L.A. Clippers | 44 | 0  | 9,0 | 41,1 | 29,2 | 50,0 | 1,4 | 0,6 | 0,3 | 0,1 | 2,0 |
| 2024-2025 | L.A. Clippers | 40 | 0  | 6,8 | 45,8 | 23,1 | 71,4 | 1,6 | 0,6 | 0,2 | 0,1 | 1,9 |
| Carriera  | Carriera      | 84 | 0  | 7,9 | 43,2 | 27,0 | 66,7 | 1,5 | 0,6 | 0,2 | 0,1 | 2,0 |

#### Playoffs
| Anno     | Squadra       | PG | PT | MP  | TC%  | 3P% | TL% | RP  | AP  | PRP | SP  | PP  |
| -------- | ------------- | -- | -- | --- | ---- | --- | --- | --- | --- | --- | --- | --- |
| 2024     | L.A. Clippers | 3  | 0  | 3,3 | -    | -   | -   | 0,7 | 0,0 | 0,0 | 0,0 | 0,0 |
| 2025     | L.A. Clippers | 3  | 0  | 5,0 | 87,5 | 100 | 100 | 0,3 | 1,3 | 0,0 | 0,0 | 5,3 |
| Carriera | Carriera      | 6  | 0  | 4,2 | 87,5 | 100 | 100 | 0,5 | 0,7 | 0,0 | 0,0 | 2,7 |

### G League
| Anno      | Squadra            | PG | PT | MP   | TC%  | 3P%  | TL%  | RP  | AP  | PRP | SP  | PP   |
| --------- | ------------------ | -- | -- | ---- | ---- | ---- | ---- | --- | --- | --- | --- | ---- |
| 2023-2024 | Ontario Clippers   | 22 | 22 | 32,0 | 47,8 | 33,3 | 82,8 | 6,8 | 5,5 | 1,1 | 0,7 | 18,2 |
| 2024-2025 | San Diego Clippers | 6  | 6  | 33,3 | 47,4 | 36,6 | 80,0 | 5,5 | 4,0 | 1,7 | 0,3 | 21,0 |
| Carriera  | Carriera           | 28 | 28 | 32,3 | 47,7 | 34,2 | 81,8 | 6,5 | 5,1 | 1,2 | 0,6 | 18,8 |